# ISO 3166-2:IN
Kody ISO 3166-2 dla stanów i terytoriów związkowych Indii

## Kody ISO
| Kod ISO | Nazwa jednostki administracyjnej | Rodzaj jednostki administracyjnej |
| ------- | -------------------------------- | --------------------------------- |
| IN-AP   | Andhra Pradesh                   | stan                              |
| IN-AR   | Arunachal Pradesh                | stan                              |
| IN-AS   | Asam                             | stan                              |
| IN-WB   | Bengal Zachodni                  | stan                              |
| IN-BR   | Bihar                            | stan                              |
| IN-CT   | Chhattisgarh                     | stan                              |
| IN-JK   | Dżammu i Kaszmir                 | stan                              |
| IN-GA   | Goa                              | stan                              |
| IN-GJ   | Gudźarat                         | stan                              |
| IN-HR   | Hariana                          | stan                              |
| IN-HP   | Himachal Pradesh                 | stan                              |
| IN-JH   | Jharkhand                        | stan                              |
| IN-KA   | Karnataka                        | stan                              |
| IN-KL   | Kerala                           | stan                              |
| IN-MP   | Madhya Pradesh                   | stan                              |
| IN-MH   | Maharasztra                      | stan                              |
| IN-MN   | Manipur                          | stan                              |
| IN-ML   | Meghalaya                        | stan                              |
| IN-MZ   | Mizoram                          | stan                              |
| IN-NL   | Nagaland                         | stan                              |
| IN-OR   | Orisa                            | stan                              |
| IN-PB   | Pendżab                          | stan                              |
| IN-RJ   | Radżastan                        | stan                              |
| IN-SK   | Sikkim                           | stan                              |
| IN-TN   | Tamilnadu                        | stan                              |
| IN-TG   | Telangana                        | stan                              |
| IN-TR   | Tripura                          | stan                              |
| IN-UP   | Uttar Pradesh                    | stan                              |
| IN-UT   | Uttarakhand                      | stan                              |
| IN-AN   | Andamany i Nikobary              | terytorium związkowe              |
| IN-CH   | Czandigarh                       | terytorium związkowe              |
| IN-DN   | Dadra i Nagarhaweli              | terytorium związkowe              |
| IN-DD   | Daman i Diu                      | terytorium związkowe              |
| IN-DL   | Delhi                            | terytorium związkowe              |
| IN-LD   | Lakszadiwy                       | terytorium związkowe              |
| IN-PY   | Puducherry                       | terytorium związkowe              |